# Coenina islamitica
Coenina islamitica là một loài bướm đêm trong họ Geometridae.